# Bloedbad van Distomo
Het Bloedbad van Distomo (Grieks: Η σφαγή του Διστόμου; Duits: Massaker von Distomo of Distomo-Massaker) vond plaats op 10 juni 1944 in de Griekse plaats Distomo in Centraal-Griekenland.
Op 10 juni 1944 pleegden leden van de 4. SS-Polizei-Panzergrenadier-Division een massamoord als represaille voor een aanslag van de partizanen. De SS'ers gingen ieder huis langs en vermoordden iedereen die zich binnen bevond. In totaal werden 218 mannen, vrouwen en kinderen vermoord. Het dorp werd na de vergeldingsactie volledig afgebrand en de meesten van de ca. 1800 inwoners moesten zich ander onderkomen zoeken.
Ardeatijnse-grotten · Babi Jar · Bleiburg · Bronnaja Gora · Butrimonys · Canicattì · Changjiao · Chatyn · Distomo · Glitiškės · Kamjanets-Podilsky · Katyn · Ležáky · Lidice · Maillé · Malmedy · Nanjing · Oradour-sur-Glane · Paneriai · Sochy · Trhová Kamenice · Tulle · Vinkt · Wereth